# اکمل مزگووی
اکمال مزگووی (روسی: Акмаль Владимирович Мозговой؛ زادهٔ ۲ آوریل ۲۰۰۰) بازیکن فوتبال است.
وی همچنین در تیم ملی فوتبال ازبکستان بازی کرده‌است.